# Funck (adelsätt)
Funck en svensk adelsätt härstammar från Stralsund där de var borgare, och inkom till Sverige med Thomas Funck (1580–1645). Han var handelsman i Stockholm och bruksägare av Löfås, Garpenberg och Siklå. Han var gift två gånger, men ätten fortgick från andra hustrun, Margareta Döpken (av samma släkt som Claes Depken (1627-1702)), vars far var borgare i Västerås. Deras son Johan Funck (1630–1679) var brukspatron efter sin far och bergmästare. Han var gift med en dotter till borgmästaren i Stockholm, Hans Hansson. År 1672 adlades han med bibehållet namn och introducerades på nummer 826.
De av hans söner som inte avled barnlösa eller stupade i krig upphöjdes till friherrar. Av dessa tog inte Isaac Funck introduktion på Riddarhuset. Förutom gods i Östergötland var han ägare av Bjurfors messingsbruk. Han var kammarherre både i Polen och Sverige, samt slutligen överceremonimästare i Sverige. Han var gift med grevinnan Eleonora Lindsköld. Den adliga ätten nummer 826 utgick på svärdssidan med Isaac Funcks son Eric Funck.
Den friherreliga ätten 189 utgår från ovan nämnde Johan Funcks son Gustaf Funck (1670-1736). Han var direktör vid faderns bruk, bergmästare vid Sala silverbergslag, och landshövding i Västmanland. Han var gift med Christina Cronström, vars far Peter var assessor i Bergskollegium. År 1723 upphöjdes Gustaf Funck till friherre och introducerades på nummer 189. Den friherreliga ätten är fortlevande.
En gren av den friherreliga ätten är utflyttad till USA.

## Personer ur ätten Funck ordnade kronologiskt
- Thomas Funck (1580–1645), brukspatron
- Johan Funck (1630–1679), mineralog och bergsman, den föregåendes son
- Thomas Funck (1672–1713), militär och diplomat, den föregåendes son
- Gustaf Funck (1670–1736), bergmästare och landshövding
- Johan Funck (1703–1773), jurist och landshövding
- Carl Funck (1708–1783), militär och riksråd
- Alexander Funck (1716–1797), bergsråd
- Jakob Funck (död 1788), fortifikationsofficer
- Fredrik Adolf Ulrik Funck (1746–1814), militär
- Johan Ture Funck (1767–1824), godsägare och politiker
- Fredrik Jakob Funck (1778–1864), jurist
- Fredrik Alexander Funck (1816–1874), politiker
- Hasse Funck (1917–2004), skådespelare och regissör
- Thomas Funck (1919–2010), barnboksförfattare och konstnär
- Fredrik Funck (född 1954), fotograf
- Eva Funck (född 1956), barnprogramledare
- Gustav Funck (född 1975), dockskådespelare